# Třída Formidable (1861)
Třída Formidable byla třída obrněných fregat Italského královského námořnictva. Celkem byly postaveny dvě jednotky této třídy. Ve službě byly v letech 1861–1904. Roku 1866 se účastnily bitvy u Visu. Kvůli nástupu dokonalejších kasematových a věžových obrněných lodí tato třída rychle zastarala.

## Stavba
Plavidla byla objednána jako plovoucí baterie vhodné pro pobřežní operace, přičemž později bylo zadání upraveno na obrněné fregaty. Mimo jiné byla o třetinu redukována jejich výzbroj. Stavba dvou jednotek této třídy proběhla v letech 1860–1862 ve francouzské loděnici La Seyne.
Jednotky třídy Formidable:
| Jméno      | Loděnice | Založení kýlu | Spuštěna       | Vstup do služby | Poznámka                                              |
| ---------- | -------- | ------------- | -------------- | --------------- | ----------------------------------------------------- |
| Formidable | La Seyne | červen 1860   | 16. února 1861 | září 1861       | Od roku 1887 dělostřelecká cvičná loď. Vyřazena 1904. |
| Terrible   | La Seyne | prosinec 1860 | 1. října 1861  | květen 1862     | Od roku 1885 cvičná loď. Vyřazena 1903.               |

## Konstrukce
Plavidla měla dřevěné trupy chráněné bočním pancéřovým pásem. Vyzbrojena byla čtyřmi 203mm kanóny a šestnácti 164mm kanóny. Pohonný systém tvořilo šest kotlů a parní stroj o výkonu 1080 ihp (Terrible 1100 ihp), pohánějící jeden lodní šroub. Nejvyšší rychlost dosahovala 10 uzlů. Dosah byl 1300 námořních mil při rychlosti 10 uzlu. Pomocnou roli hrály plachty. Plavidla měla takeláž trojstěžňových škunerů.

### Modifikace
V letech 1872–1873 byly vyměněny kotle. Roku 1878 byly vyzbrojeny osmi 203mm kanóny.